# Pera do Moço
Pera do Moço (pré-AO 1990: Pêra do Moço) é uma povoação portuguesa sede da Freguesia de Pêra do Moço do município da Guarda, freguesia com 20,6 km² de área e 793 habitantes (censo de 2021), tendo, por isso, uma densidade populacional de 38,5 hab./km².
A esta freguesia pertencem os lugares de: 
- Guilhafonso
- Martianes
- Menoita
- Pera do Moço
- Rapoula
- Verdugal

## Demografia
A população registada nos censos foi:
| Distribuição da População por Grupos Etários | Distribuição da População por Grupos Etários | Distribuição da População por Grupos Etários | Distribuição da População por Grupos Etários | Distribuição da População por Grupos Etários |
| -------------------------------------------- | -------------------------------------------- | -------------------------------------------- | -------------------------------------------- | -------------------------------------------- |
| Ano                                          | 0-14 Anos                                    | 15-24 Anos                                   | 25-64 Anos                                   | > 65 Anos                                    |
| 2001                                         | 115                                          | 130                                          | 403                                          | 185                                          |
| 2011                                         | 101                                          | 73                                           | 449                                          | 208                                          |
| 2021                                         | 81                                           | 74                                           | 375                                          | 263                                          |

## Património
- Igreja Paroquial
- Capela de Santo António
- Capela de São Marcos
- Capela da Senhora da Conceição
- Capela de Santa Bárbara
- Capela da Senhora das Necessidades
- Anta de Pera do Moço[6]